# Statstjänstemannaförbundets arbetslöshetskassa
ST:s arbetslöshetskassa vänder sig till personer som jobbar inom skattefinansierad verksamhet som stat, kommun och landsting. I januari 2015 var ca 74 000 anslutna till ST:s a-kassa.

## Uppgift
ST:s arbetslöshetskassa har till uppgift att betala ut arbetslöshetsersättning i enlighet med arbetslöshetsförsäkringen. ST är en myndighetsutövande förening.

## Organisation
Kassaföreståndare för ST:s a-kassa är Rolf Darner. Lokalerna ligger i Stockholm. Organisationsnummer: 802005-4808

## Verksamhetsområde
ST:s verksamhetsområde är begränsat till anställda inom stat, kommun, landsting eller annan verksamhet finansierad av skattemedel.